# Assert.h
assert.h — заголовочный файл стандартной библиотеки языка программирования С, в котором объявляется макрос препроцессора языка С assert(). Данный макрос реализует исключение, которое может использоваться для проверки сделанных программой вычислений.

## Макросы
Макрос assert() добавляет к программе процедуру диагностики. После выполнения, если выражение ложно (то есть, результат сравнения 0), assert() пишет информацию о вызове в поток stderr и вызывает функцию abort(). Информация, которая пишется в stderr включает в себя:
- имя файла с исходным кодом (предопределённый макрос __FILE__)
- строка у файла с исходным кодом (предопределённый макрос __LINE__)
- функция в исходном коде (предопределённый макрос __func__) (добавлено в стандарте C99)
- текст выражения, значение которого равно нулю 0

Для того, чтобы отключить проверку, необязательно исключать её из кода или комментировать объявление макроса, достаточно лишь объявить ещё один макрос — NDEBUG в программе перед #include <assert.h>:
```
#define NDEBUG

```

тогда объявление макроса assert() будет иметь следующий вид:
```
#define assert(ignore)((void) 0)

```

и поэтому никак не будет влиять на работу программы.
Макрос assert() переопределяется каждый раз при подключении assert.h в зависимости от макроса NDEBUG.
Макрос assert() реализован в виде макроса, а не функции. Если макрос assert используется для возможности вызывать саму функцию assert, то верное функционирование кода не гарантируется.

### Пример использования
```
#include
 
<stdio.h>

#include
 
<assert.h>

int
 
main
 
(
void
)

{

    
FILE
 
*
fd
;

    
fd
 
=
 
fopen
 
(
"/home/user/file.txt"
,
 
"r"
);

    
assert
 
(
fd
);

    
fclose
 
(
fd
);

    
return
 
0
;

}

```

В данном примере макрос assert() сработает в случае, если функция fopen() выполнится с ошибкой.